# يحيى بن أم الطويل
يحيى بن أم الطويل المطعمي هو أحد كبار أصحاب علي بن الحسين السجاد، قتله الحجاج الثقفي

## قيل فيه
- قال المفضل بن شاذان: «لم يكن في زمن علي بن الحسين عليه السلام في أوّل أمره إلّا خمسة أنفس ذكر من جملتهن يحيى بن أم الطويل».[1]
- قال الإمام جعفر بن محمد الصادق: «أرتد الناس بعد قتل  الحسين بن علي عليه السلام إلا ثلاثة: أبو خالد الكابلي ويحيى ابن أم الطويل وجبير بن مطعم ثم إن الناس لحقوا وكثروا».[2]

روى كش أنّه من حواري علي بن الحسين عليه‌السلام ، قال الفضل بن‌ شاذان : لم يكن في زمن علي بن الحسين عليه‌السلام في أوّل أمره إلاّ خمسة أنفس ذكر من جملتهم يحيى بن أم الطويل ، صه .
وفي كش ما سبق في أُويس وفي وردان . وفيه أيضاً : أنّ الحجّاج لعنه الله قطع يديه ورجليه وقتله .

## من سيرته
- عن الإمام محمد الباقر: «أمّا يحيى بن أمّ الطويل فكان يظهر الفتوة، وكان إذا مشى في الطريق وضع الخلوق على رأسه، ويمضخ اللبان ويطول ذيله، وطلبه الحجاج، فقال: تلعن أبا تراب، وأمر بقطع يديه ورجليه وقتله، وأمّا سعيد بن المسيب فنجا، وذلك أنه كان يفتي بقول العامّة وكان آخر أصحاب رسول الله صلّى اللّه عليه وآله فنجا، وأمّا أبو خالد الكابلي فهرب إلى مكّة وأخفى نفسه فنجا. وأمّا عامر بن واثلة، فكانت له يد عند عبد الملك بن مروان فنهى عنه. وأمّا جابر بن عبد الله الأنصاري فكان رجلاً من أصحابرسول الله صلّى اللّه عليه وآله، فلم يتعرّض له، وكان شيخاً قد أسنّ. وأمّا أبو حمزة الثمالي وفرات بن أحنف فبقوا إلى أيّام عبد اللّه عليه السلام، وبقي أبو حمزة إلى أيّام أبي الحسن  موسى بن جعفر الكاظم عليه السلام».[3]
- روى الكليني بسنده، عن اليمان بن عبيد اللّه، قال: «رأيت يحيى بن أمّ الطويل وقف بالكناسة ثمّ نادى بأعلى صوته... إلخ، فذكر التبري ممن سبّ علياً عليه السلام، واللعن والبراءة من آل مروان».[4]